# Polypoetes colana
Polypoetes colana är en fjärilsart som beskrevs av Druce 1893. Polypoetes colana ingår i släktet Polypoetes och familjen tandspinnare. Inga underarter finns listade i Catalogue of Life.